# أندرو دي توريس
أندرو دي توريس (بالإنجليزية: Andrew de Torres)‏ هو مغني أمريكي، ولد في 16 أكتوبر 1985.